# 布本海姆
布本海姆是德国莱茵兰-普法尔茨州的一个市镇。总面积2.94平方公里，总人口428人，其中男性227人，女性201人（2011年12月31日），人口密度146人/平方公里。